# Biécourt
 Biécourt  es una población y comuna francesa. 

## Localización
Ubicada en la región de Lorena, departamento de Vosgos, en el distrito de Neufchâteau y cantón de Mirecourt.

## Demografía
| 130 | 134 | 122 | 118 | 98 | 109 |
| Para los censos de 1962 a 1999 la población legal corresponde a la población sin duplicidades (Fuente: INSEE [Consultar]) |     |     |     |    |     |